# オウルベア
オウルベア(Owlbear)は、テーブルトークRPG『ダンジョンズ&ドラゴンズ』(D&D)に登場するフクロウとクマを掛け合わせた架空の生物である。“クラシック・ダンジョンズ&ドラゴンズ”のベーシックセットにある『ダンジョンズ&ドラゴンズ ダンジョンマスタールールブック』から、第5版『モンスター・マニュアル』まで、“梟熊／フクロウグマ”という和名がつけられている。
なお、第3版および3.5版『モンスターマニュアル』と、第4版、第5版の『モンスター・マニュアル』では“アウルベア”と表記している。以後、この両版の説明内での個体名表記はアウルベアとする。

## 掲載の経緯
オウルベアはゲイリー・ガイギャックスが自作のミニチュアゲーム、『チェインメイル』の駒として購入した香港製のプラスチック人形から着想を得たキャラクターである。
オウルベアは1974年のオリジナル・ダンジョンズ&ドラゴンズから、2014年の第5版まで常に登場している。

### D&D オリジナル版(1974-1976)
オウルベアはD&D最初のサプリメント『グレイホーク』(1975、未訳)に登場した。そこでは「熊のように抱き付いて、嘴で打撃を与える恐ろしい生物」と紹介されている。また、3作目の『Eldritch Wizardry』(1976、未訳)ではランダム遭遇表に加えられた。

### AD&D 第1版(1977-1988)
アドバンスト・ダンジョンズ&ドラゴンズ（AD&D）第1版では『Monster Manual』(1977、未訳)に登場。「入り組んだ森に棲み、大きな爪と食いちぎる嘴で攻撃してくる恐ろしい生物」と紹介された。

### D&D 第2版(1977-1999)
1977年に出た『ダンジョンズ＆ドラゴンズ ベーシックセット』第2版から、99年の『Classic Dungeons & Dragons Adventure Game Set』(未訳)まで、いわゆるクラシックD&Dと呼ばれる一群にもオウルベアは欠かさず登場している。

### AD&D 第2版(1989-1999)
AD&D 第2版でオウルベアは『Monstrous Compendium VolumeⅠ』(1989、邦題『モンスター・コンベンディウムⅠ』)に登場し、『Monstrous Manual』(1993、未訳)に再掲載された。ダーク・サン世界の冒険シナリオ集、『Black Spine (Dark Sun)』(1994、未訳)にも登場している。
『ダンジョン』214号(1995年2月)には“オウルベアの生態”特集が寄稿され、“ホッキョクオウルベア”や“有翼のオウルベア”が紹介された。これらの亜種は『Monstrous Compendium Volume Three』(1996、未訳)に収録された。また、同誌63号(1997年7月)掲載の冒険シナリオでは“巨大オウルベア”が登場している。

### D&D 第3版(2000-2002)
D&D第3版では『モンスターマニュアル』に登場している。
第3版での装備品サプリメント、『Arms And Eguipment Guide』(2004、邦題『武器・装備ガイド』)では、オウルベアを乗騎として扱う方法について記されている。
2000年にはウィザーズ・オブ・ザ・コースト社によって復刻された『チェインメイル』(未訳)に登場している。
また、『ダンジョン』84号(2001年1月)には“有翼のオウルベア”と“オウルベアの子供”が掲載された。
フォーゴトン・レルム世界を扱ったサプリメント、『Unapproachable East』(2003、未訳)では、凶暴なオウルベアのように戦う“オウルベアの狂乱(Owlbear Berserker)”という特技が掲載されている。

### D&D 第3.5版(2003-2007)
D&D第3.5版でも改訂された『モンスターマニュアル』に登場している。また、スケルトンの項目では“アウルベアのスケルトン”が登場している。『ダンジョン』107号(2004年2月)には、“オウルベアの長老”が紹介されている。
また、ドラゴンランス世界を扱った『Bestiary of Krynn』(2004、未訳)と、『Revised Bestiary of Krynn』(2007、未訳)に“Ankholian owlbear”が登場した。

### D&D 第4版(2008-)
D&D第4版では、『モンスター・マニュアル』(2008)に登場している。この版では通常のに加えて、冷気のダメージを与える“ウインター・クロウ・アウルベア(冬の爪のアウルベア)／Winter Clow Owlbear”という個体も紹介されている。また、エッセンシャルズのモンスター集、『Monster Vault』(2010、未訳)では上記2体に加え、以下の個体が登場している。この書では表紙のイラストにオウルベアが採用されている。
- 若いアウルベア／Young Owlbear
- 調教されたアウルベア／Trained Owlbear
- 有翼のアウルベア／Wind-Claw Owibear

『ダンジョン』213号(2013年4月)にはオウルベアに馬車を牽かせてレースをするシナリオ“Owlbear Run”が掲載された。

### D&D 第5版(2014-)
D&D第5版では、『モンスター・マニュアル』(2014)に登場している。

## D&D以外のテーブルトークRPG

### パスファインダーRPG
D&D3.5版のシステムを継承するパスファインダーRPGにもオウルベアは『ベスティアリィ』(2009)に登場している。サプリメント『Dungeon Denizens Revisited』(2009、未訳)では“しつこいオウルベア／Siege Owlbear”という個体も登場する。パスファインダーRPGではさらに、“ホッキョクオウルベア”、“Darklandsのオウルベア”、“Frussのオウルベア”、“巨大鉤爪のオウルベア”、“叫ぶオウルベア”、“Sheeykのオウルベア”、“スライムオウルベア”、“ナマケモノオウルベア”、そして“お化けオウルベア”追加された。

### 13th Age
D&D第4版デザイナー、ロブ・ハインソーとジョナサン・トゥイートによるd20システム使用のファンタジーRPG、13th Ageでは、『13th Age RPG Core Book』(2013、未訳)に登場している。

### ログ・ホライズン
ログ・ホライズンでは“フクロウ熊(オウルベア)”の名称で登場している。

## 肉体的特徴
成熟した雄のオウルベアは、体長は8フィート(約240cm)、体重は1.500ポンド(約680Kg)に及び、実在のホッキョクグマに比肩する。
クマの身体にフクロウの頭部を合成したような魔獣で、全身を焦げ茶色から黄褐色までの幅を持つ毛皮に覆われている。上述のプラスチック人形から影響された初期のフォルムでは、頭頂部を笠のように羽毛が覆っていた。よりフクロウに近い挿絵が描かれるようになった頃から、フクロウのように頭部を茶色や白い羽毛に覆われたデザインが主流になった。また、腕部が翼のように羽根が生えているイラストも多い。
嘴の色は黄色から象牙色。目の色は赤く、恐ろしい眼差しをしている。
非常に大きな鳴き声で相手を威嚇することもある。きしり声の長さやテンポで動物的な意思疎通ができる。
オウルベアの寿命は約20年である。

## 生態
オウルベアは獰猛で貪欲、短気で攻撃的な魔獣である。ある狂った魔術師がクマと巨大フクロウを交配実験により合成したのだという定説があるが、(ゲーム世界上では)定かではない。第4版では遠い昔にフェイワイルドから渡ってきたとしている。温暖な森の奥深くや地下迷宮、木のうろなどに生息しているが、亜寒帯に適応した個体もいる。温血の哺乳類だが、卵生である。昼行性のクマと夜行性のフクロウの合成獣なので、昼夜問わず活動し、深夜に就寝する。ネズミや蛇、森の獣からトロールまで何でも捕食する。
オウルベアは通常、つがいで活動する。巣には子供を残したまま群れで狩りをしている。
オウルベアはとても凶暴で誰にでも襲いかかるが、知性はほとんどなく我を忘れることも多い。そのため、オウルベアを誘導して罠や崖に突っ込ませるのはさほど難しい仕事ではない。属性も他の動物的な生物と等しく、常に“真なる中立”である。
オウルベアの卵や子供は魔術師たちの間で高く取引されている。完全に飼い慣らすことはできないが、番犬代わりとして放し飼いにされることが多い。アウルベアを騎乗できるほど調教するには、まずは調教師を、次いで乗り手を襲わぬよう鞭による厳しい折檻が必要である。それでも、乗り手が弱い所を見せたらそれまでの調教を忘れて襲いかかる。

## コンピュータゲームでのオウルベア
オウルベアはその独特な外見から、D&D以外でも多くのゲームに登場する。
ここでは日本で発売されたゲームの中で、オウルベアが登場するゲームを列挙する。
- 『ダンジョンズ&ドラゴンズ タワーオブドゥーム』
- 『ダンジョンズ&ドラゴンズ シャドーオーバーミスタラ』

D&Dを元にしたアーケードゲーム。雑魚キャラとして登場。
- 『ザナドゥ』

モンスターのデザインにAD&D第1版が大きく影響している。この中に緑色の奇妙な怪物にオウルベアと名付けられている。付属のマニュアルには「邪悪な魔法使いにより生み出された殺人モンスターである」と紹介されている。
- 『魔導師ラルバ』『魔導物語』

アウルベアの名で登場。『ぷよぷよ』シリーズにも登場している。
詳しくは魔導物語及びぷよぷよシリーズの登場人物#あ行を参照。
- 『ブレイズ&ブレイド 〜Eternal Quest〜』

T&E SOFTが1998年にプレイステーションにて発売したアクションRPG。
続編に『ブレイズ&ブレイドバスターズ』がある。
- 『ワイルドアームズ ザ フィフスヴァンガード』

アウルベアーの名で登場
- 『エバークエスト』

エクスパンション、『The Shadows of Luclin』から登場。『エバークエスト2』にも登場する。
- 『リネージュ』

続編、『リネージュII』には未登場
- 『イリスのアトリエ グランファンタズム』
- 『マナケミア 〜学園の錬金術士たち〜』
- 『ドラゴンクエストV 天空の花嫁』
- 『テイルズ オブ デスティニー2』
- 『ファイナルファンタジーXII』
- 『ファイナルファンタジーXIV』
- 『ドラゴンズクラウン』
- 『ガンパレード・オーケストラ』シリーズ

幻獣として登場。前面に厚い装甲がある重砲型の幻獣。
- 『ティル・ナ・ノーグ』シリーズ
- 『神撃のバハムート』
- 『ドラゴンコインズ』

セガがiOS、Google Playに配信しているモンスター育成&コインゲーム。
- 『ガーディアン・クルス』

スクウェア・エニックスがiOSに配信しているカードバトルRPG。
- 『ドラゴンジェネシス -聖戦の絆-』

gumiがiOS、Google Playに配信しているカードバトルRPG。
- 『モンスタードラゴン』

ハンゲームがブラウザゲームとして運営するデッキ構築型SLG。
- 『帝国戦記』

さくらソフトがMobageに配信しているカードバトルRPG。
萌え擬人化したキャラクターがおり、オウルベアも美少女化している。
- 『TORINESIA』

ARTIFACTがブラウザゲームとして運営する育成ゲーム。
- 『KAROS RE:BIRTH』

オー・ジーエンターテインメントが運営していたMMORPG。2013年9月19日サービス終了。
- 『ダンジョン&バルキリー』

GPコアエッジがYahoo!モバゲー、ニコニコアプリに配信していたダンジョンRPG。2013年11月29日に配信終了。

萌え擬人化した妖精(モンスター)を仲間にして育成するシステムで、オウルベアも美少女化している。
- 『バルビレッジ』

デフォルメ化されたオウルベアを育成するゲーム。体色や衣装などの組み合わせで好みのオウルベアを作れる。2010年12月20日サービス終了。
続編の『バルビレッジ2』も2012年4月27日にサービス終了。
- 『トバル2』

OWL BEARの名前で登場。クエストモードに登場するモンスターの一体。

## マジック:ザ・ギャザリング
マジック:ザ・ギャザリングでD&D世界を扱った拡張セット、『フォーゴトン・レルム探訪』（2021年）にアウルベアは緑カードのクリーチャーとして登場している。